# قرية غريت نيك (نيويورك)
قرية غريت نيك (بالإنجليزية: Great Neck (village), New York)‏ هي قرية تقع في الولايات المتحدة في نورث هيمبستيد. يقدر عدد سكانها بـ 9,989 نسمة ومساحتها 3.5 كم2 وترتفع عن سطح البحر 33 متر.